# Barbara Sophia von Brandenburg

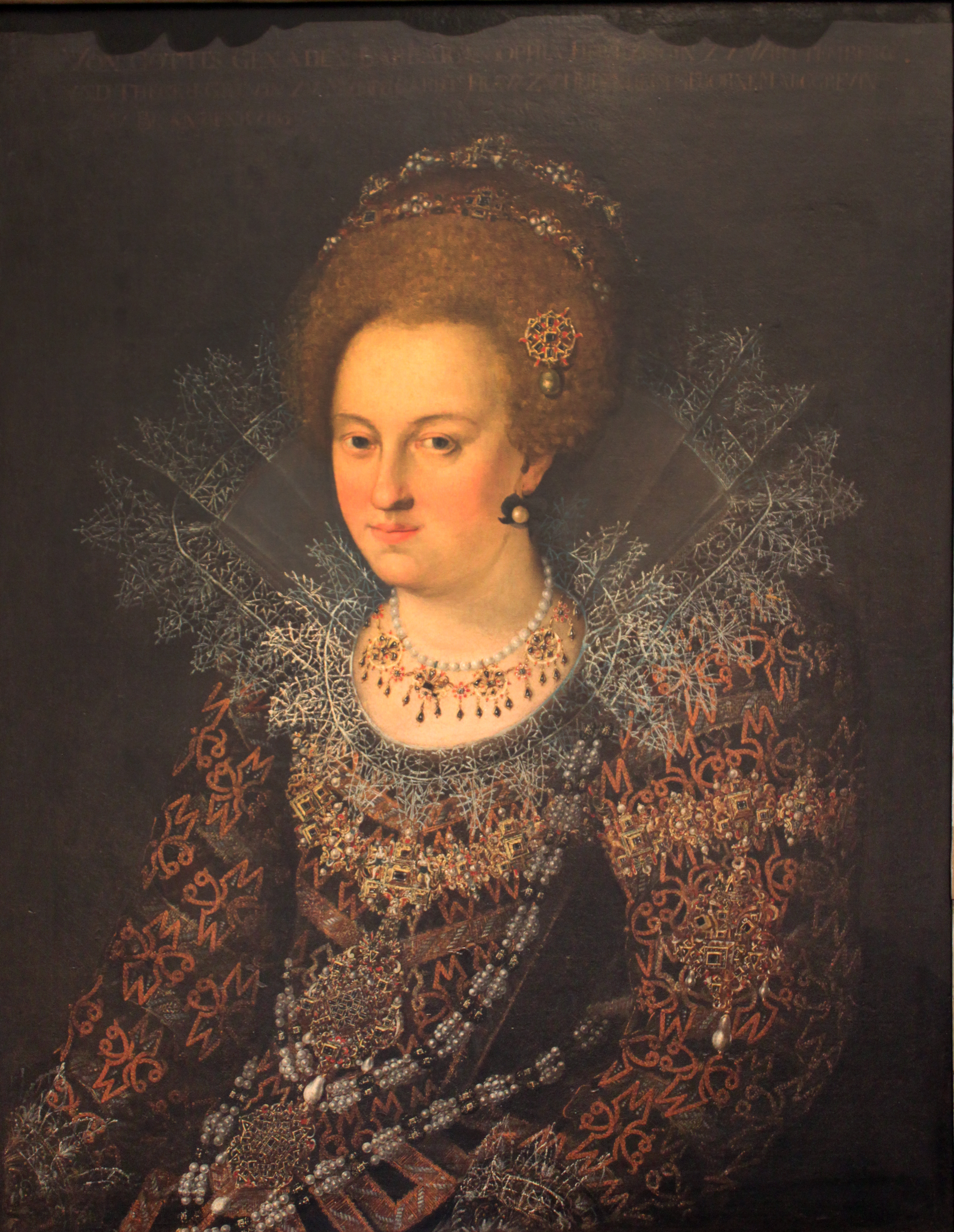
Sophia Herzogin von Württemberg (Porträt von Georg Donauer, 1618)

Barbara Sophia von Brandenburg (* 16. November 1584 in Halle (Saale); † 13. Februar 1636 in Straßburg) war die Tochter der Katharina von Küstrin (1549–1602) und des Kurfürsten Joachim Friedrich von Brandenburg. Sie war verheiratet mit Herzog Johann Friedrich von Württemberg und nach dessen Tod Vormund für ihren minderjährigen Sohn, Herzog Eberhard III. von Württemberg.

## Leben
Am 5. November 1609 heiratete sie Herzog Johann Friedrich von Württemberg (1582–1628), den ältesten Sohn von Friedrich I. und Sibylla von Anhalt. Anlässlich dieser Hochzeit ließ er das Schloss in Urach umbauen, das heute mit dem Goldenen Saal einen der schönsten Festsäle der Renaissance in Deutschland enthält. Das Paar führte angeblich eine sehr glückliche Ehe.

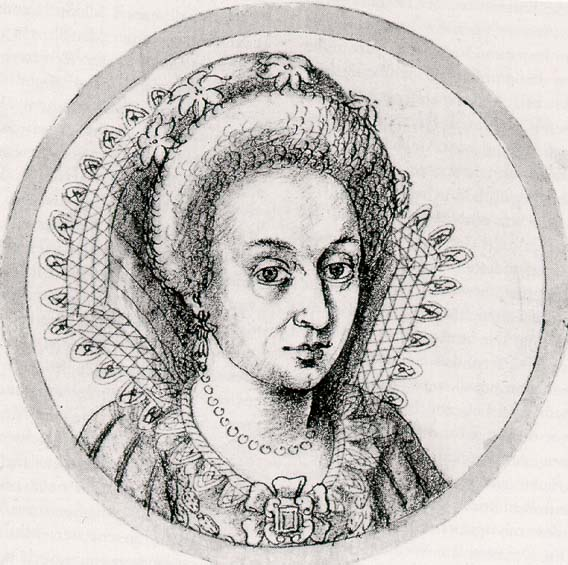
Prinzessin Barbara Sophia von Brandenburg, spätere Herzogin und Regentin von Württemberg

Nach dem Tod ihres Mannes im Jahr 1628 begann Barbara Sophia ab 1630, das ihr als Witwensitz zugedachte Schloss Brackenheim aufwändig ausstatten zu lassen. Hier ließ sie auch eine Kunstkammer mit 155 Gemälden – damals die zweitgrößte Sammlung in Württemberg – einrichten, die sich trotz Kriegswirren wohlbehalten bis zu ihrem Tod dort befand. Während der langen Umbauarbeiten lebte sie im Schloss Kirchheim und in Stuttgart. In Brackenheim, wo ihr neben dem Schloss auch die Stadt und das Amt zu ihrer Versorgung zugefallen waren, hat sie nie gelebt. Durch ihren Einsatz für die Stadt während des Dreißigjährigen Krieges und durch einige Stiftungen gilt sie dennoch als eine Wohltäterin der Stadt.
Die Regentschaft ihres 14-jährigen Sohnes Eberhards III. begann während des Dreißigjährigen Krieges. Zunächst stand er unter der Vormundschaft des Bruders seines Vaters, Ludwig Friedrich von Württemberg-Mömpelgard. Nach dessen Tod am 26. Januar 1631 übernahm Julius Friedrich von Württemberg-Weiltingen zusammen mit Barbara Sophie die Vormundschaft, wobei sie die „Obervormünderin“ war. Sie zog deshalb 1632 nach Stuttgart zurück und war in diesem Zusammenhang auch politisch aktiv. Herzog Julius Friedrich beteiligte sich ab Ende 1632 nach der Schlacht bei Lützen auf Seiten Schwedens am Dreißigjährigen Krieg. Sein Ziel war die Räumung des Landes von den feindlichen Truppen und den katholischen Inhabern des säkularisierten Kirchenguts. Trotz Erfolgen wurde ihm Eigennützigkeit vorgeworfen. Er wurde deshalb von den Geheimräten und Landständen von der Vormundschaft Eberhards verdrängt.

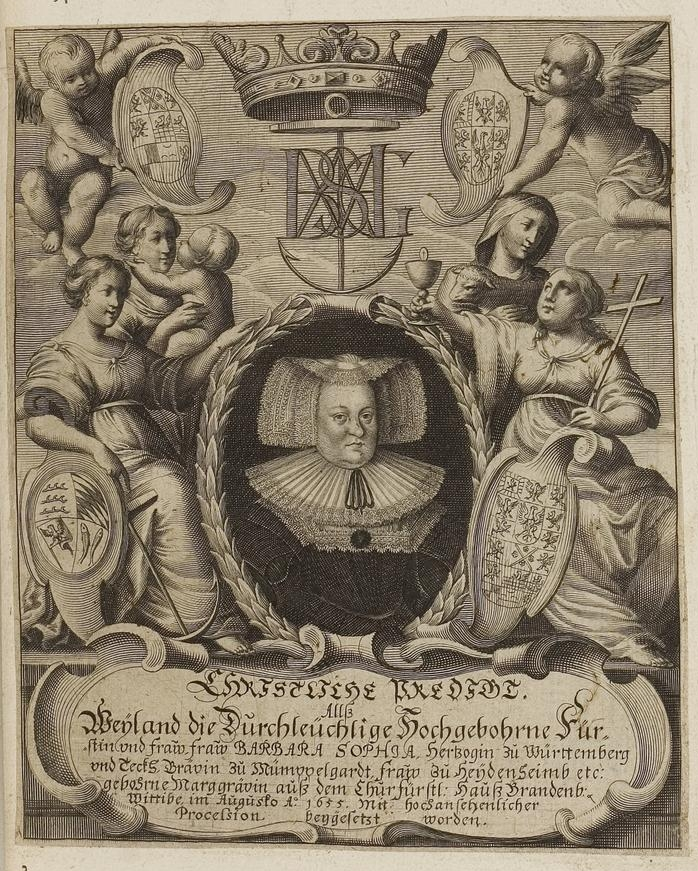
Gedenkblatt zur Beisetzung 1655

Nachdem Eberhard durch Kaiser Ferdinand II. für volljährig erklärt worden war, übernahm er am 8. Mai 1633 die Regierung. Er trat dem Heilbronner Bund der protestantischen Stände bei, der bei der Schlacht bei Nördlingen vom 6. September 1634 eine empfindliche Niederlage erlitt. Württemberg wurde daraufhin geplündert und gebrandschatzt. Herzog Eberhard floh überstürzt mit dem gesamten Hofstaat ins Exil nach Straßburg. Barbara Sophie starb dort 1636. 1655 wurde sie in der Stuttgarter Stiftskirche beigesetzt.

## Nachkommen
Aus ihrer Ehe hatte Barbara Sophia folgende Kinder:
- Henriette (1610–1623)
- Friedrich (*/† 1612)
- Antonia (1613–1679)
- Eberhard III. (1614–1674), Herzog von Württemberg

⚭ 1. 1637 Wild- und Rheingräfin Anna Katharina Dorothea von Salm-Kyrburg (1614–1655)
⚭ 2. 1656 Gräfin Maria Dorothea von Oettingen (1639–1698)
- Friedrich (1615–1682), Herzog von Württemberg-Neuenstadt

⚭ 1653 Prinzessin Clara Auguste von Braunschweig-Wolfenbüttel (1632–1700)
- Ulrich (1617–1671), Herzog von Württemberg-Neuenburg

⚭ 1. 1647 Gräfin Sophia Dorothea von Solms-Sonnenwalde (1622–1648)
⚭ 2. 1651 Prinzessin Isabella von Arenberg (1623–1678)
- Anna Johanna (1619–1679)
- Sibylle (1620–1707)

⚭ 1647 Herzog Leopold Friedrich von Württemberg-Mömpelgard (1624–1662)